# Habib Selmi
Habib Selmi (arabiska: الحبيب السالمي), född 1951 i al-’Ala nära Kairouan, är en tunisisk författare, sedan 1985 bosatt i Paris.
Selmi har gett ut åtta romaner, varav fyra finns översatta till franska och två till tyska. Romanen Rawa’ih Mari Klir nominerades till International Prize for Arabic Fiction 2009 och gavs ut på engelska 2010. 2012 nominerades han åter till IPAF, för romanen Nissa'u al-Bassateen. Han har också gett ut två novellsamlingar, och flera av hans noveller är översatta till engelska, norska, hebreiska och franska och utgivna i internationella antologier. Han har medverkat i flera nummer av tidskriften Banipal.